# Enhörningen (tidskrift)

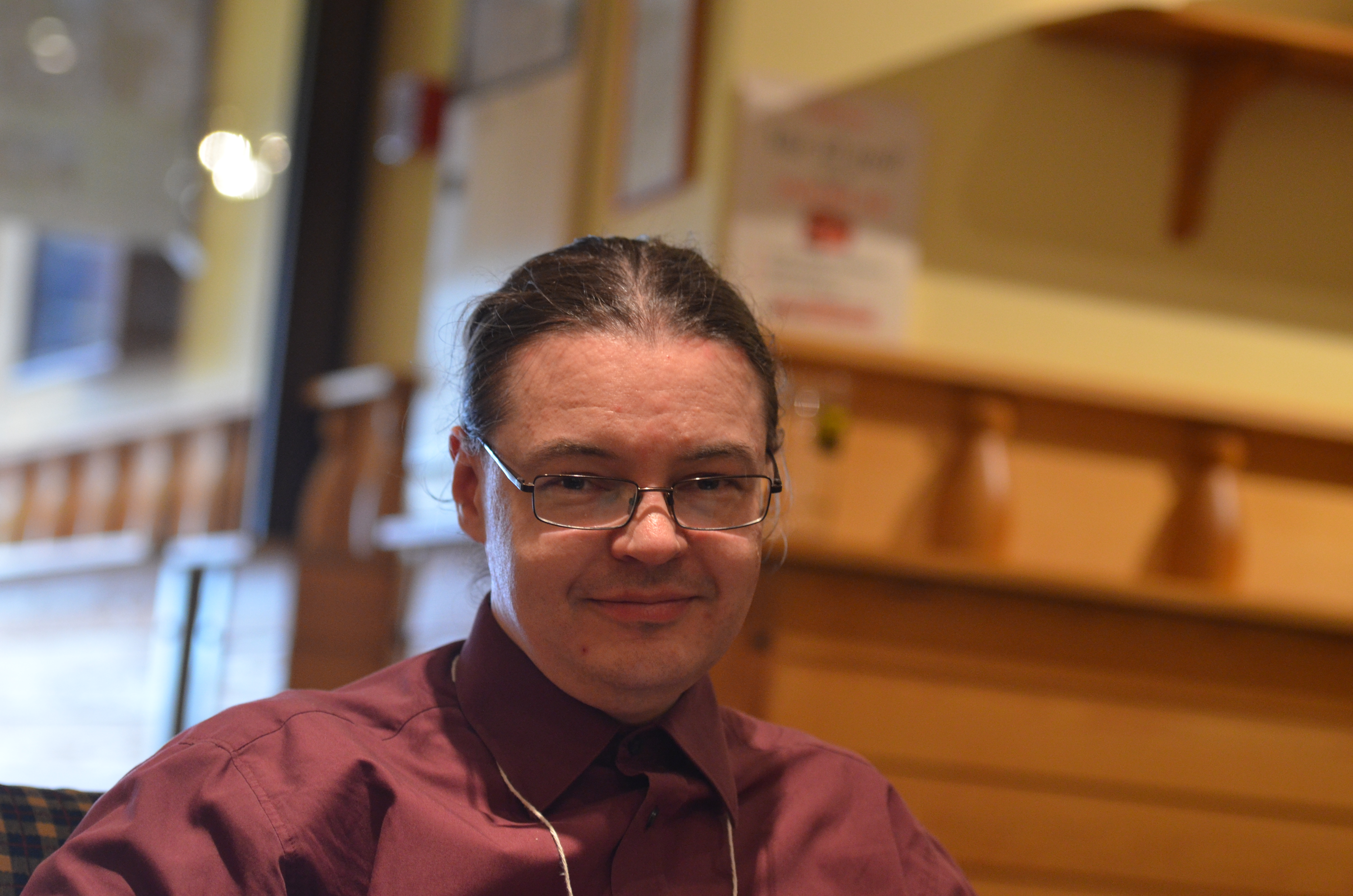
Ben Roimola, Enhörningens redaktör, på science fiction-kongressen Åcon 2012.

Enhörningen är en finlandssvensk science fiction- och fantasytidskrift. Den marknadsförs som den enda i sitt slag.

## Historia
Första numret publicerades 1987. 1990 gick tidskriften i dvala innan den 1998 fick ett stipendium från Svenska kulturfonden och kunde återupplivas. Genom åren har tidskriften fått stöd från Föreningen Konstsamfundet och finländska Undervisningsministeriet, utöver Svenska kulturfonden.

## Innehåll och form
Tidskriften har ett fokus på noveller, artiklar, recensioner och illustrationer. Novellerna är svenska originalnoveller, från riks- eller finlandssvenska författare, eller översättningar från engelska eller finska.  Ett långsiktigt mål är att publicera svenska översättningar av alla vinnarna av Atoroxpriset, det årliga finländska science fiction- och fantasynovellpriset. På så sätt fungerar tidskriften som ett svenskspråkigt fönster mot finsk science fiction och fantasy. Bland de översatta finska författarna finns till exempel Johanna Sinisalo och Risto Isomäki; på svenska har man originalpublicerat bland andra Åsa Schwarz och Karolina Bjällerstedt Mickos.
Enhörningen ges ut i en upplaga om ungefär 200 exemplar, där de flesta går till prenumeranter.
Formatet är A4. På åttio- och nittio-talet höll sig sidantalet kring tjugo sidor; under 2000-talet har det varierat mellan femtio och nittio sidor.

## Näthörningen
Enhörningen har sedan 1998 en nätutgåva, Näthörningen, som fungerar som ett komplement till papperstidskriften. Näthörningen innehåller recensioner, noveller och nyheter, och är den främsta källan till nyheter om finsk science fiction och den finska science fiction-rörelsen på svenska.